# Leptoceps vinculum
Leptoceps vinculum är en insektsart som beskrevs av Capener 1954. Leptoceps vinculum ingår i släktet Leptoceps och familjen hornstritar. Inga underarter finns listade i Catalogue of Life.